# Formpressen
Formpressen ist ein Herstellungsverfahren für Kunststoffe, das in der Regel für größere, wenig detaillierte Bauteile verwendet wird. Haupteinsatzgebiet dieses Verfahrens ist die Automobilindustrie, wo es zur Produktion größerer Bauteile mit eher zweidimensionaler oder einfacher dreidimensionaler Struktur, wie zum Beispiel Motorhauben, Stoßfänger, Spoiler, Innenraumverkleidungen oder Heckklappen eingesetzt wird. Es können sowohl duroplastische als auch thermoplastische Kunststoffe verarbeitet werden.
Zu Beginn des Verfahrens wird die Formmasse in die Kavität des Gesenks eingebracht, das aufgeheizt wird. Anschließend wird die Kavität unter Einsatz eines Druckkolbens geschlossen. Durch den Druck erlangt die Formmasse die vom Werkzeug vorgegebene Form. Bei duroplastischen Kunststoffen dient die Temperatur zur Beeinflussung des Aushärtevorgangs, bei Thermoplasten zum Schmelzen des Kunststoffs. Nach dem Abkühlen kann das fertige Teil aus dem Formwerkzeug entnommen und ggf. nach- oder weiterverarbeitet werden.
Das Formpress-Verfahren eignet sich vor allem für mittelgroße Stückzahlen. Die Werkzeugkosten sind in der Regel geringer als etwa beim Spritzgiessen. Im Gegensatz zu diesem eignet sich das Formpressen auch gut zur Herstellung von Faserverbundwerkstoffen wie naturfaserverstärkten Kunststoffen.